# Власний розклад матриці
У лінійній алгебрі, власний розклад або спектральний розклад — це розклад матриці в канонічну форму, таким чином ми представляємо матрицю в термінах її власних значень і власних векторів. Тільки діагоналізовні матриці можна так розкласти.

## Фундаментальна теорія власних векторів і значень матриці
Вектор (ненульовий) v розмірності N є власним вектором квадратної (N×N) матриці A тоді і тільки тоді, коли він задовольняє лінійному рівнянню
{\displaystyle \mathbf {A} \mathbf {v} =\lambda \mathbf {v} }
де λ це скаляр, термін власне значення стосується v.  Тобто, власні вектори це такі вектори, які лінійне перетворення A лише розтягує або скорочує і коефіцієнт розтягування/скорочення і є власним значенням.
Звідси походить рівняння для власних значень
{\displaystyle p\left(\lambda \right):=\det \left(\mathbf {A} -\lambda \mathbf {I} \right)=0.\!\ }
Ми звемо p(λ) характеристичним многочленом, а рівняння називають характеристичним рівнянням, воно являє собою многочленом порядку N з невідомою λ. Це рівняння матиме Nλ відмінних розв'язків, де 1 ≤ Nλ ≤ N .  Множину розв'язків, тобто власних значень, іноді звуть спектром A.  
Ми можемо розкласти p на множники
{\displaystyle p\left(\lambda \right)=(\lambda -\lambda _{1})^{n_{1}}(\lambda -\lambda _{2})^{n_{2}}\cdots (\lambda -\lambda _{k})^{n_{k}}=0.\!\ }
Ціле ni називається алгебричною кратністю власного значення λi.   Сума всіх алгебраїчним кратностей дорівнює N:
{\displaystyle \sum \limits _{i=1}^{N_{\lambda }}{n_{i}}=N.}
Для кожного власного значення, λi, ми маємо особливе рівняння
{\displaystyle \left(\mathbf {A} -\lambda _{i}\mathbf {I} \right)\mathbf {v} =0.\!\ }
Всього буде 1 ≤ mi ≤ ni лінійно незалежних розв'зяків для кожного власного значення. mi розв'язків будуть власними векторами пов'язаними з власним значенням λi.  Ціле mi називають геометричною кратністю λi.  Важливо пам'ятати, що алгебраїчне ni і геометричне mi кратні можуть бути однаковими і різними, але завжди mi ≤ ni.  Найпростіший випадок це коли mi = ni = 1.  Загальна кількість лінійно незалежних власних векторів, Nv, можна дізнатись додавши геометричні кратності
{\displaystyle \sum \limits _{i=1}^{N_{\lambda }}{m_{i}}=N_{\mathbf {v} }.}
Власні вектори можна проіндексувати по їх власним значенням, тобто із використанням подвійного індексування, з vi,j, де jй власний вектор iго власного значення. Також це можна зробити з одним індексом vk, з k = 1, 2, ..., Nv.

## Власний розклад матриці
Нехай A буде квадратною (N×N) матрицею з N лінійно незалежними власними векторами, {\displaystyle q_{i}\,\,(i=1,\dots ,N).}  Тоді A можна розкласти як
{\displaystyle \mathbf {A} =\mathbf {Q} \mathbf {\Lambda } \mathbf {Q} ^{-1}}
де Q це квадратна (N×N) матриця чиї i-ті стовпчики є власними векторами {\displaystyle q_{i}} A і Λ це діагональна матриця чиї діагональні елементи є відповідними власними значеннями, тобто, {\displaystyle \Lambda _{ii}=\lambda _{i}}. Зауважте, що тільки діагоноалізовні матриці можна розкласти таким чином. Наприклад, матрицю, що на має N (2) незалежних власних векторів {\displaystyle {\begin{pmatrix}1&1\\0&1\\\end{pmatrix}}} не можна діагоналізувати.
Зазвичай власні вектори {\displaystyle q_{i}\,\,(i=1,\dots ,N)} нормалізують, але в цьому немає потреби.  Ненормалізований набір власних векторів, {\displaystyle v_{i}\,\,(i=1,\dots ,N),} також можна використовувати як стовпчики для Q.  Це можна зрозуміти, зауваживши, що величина власних векторів у Q зникає в розкладі завдяки присутності Q−1.

### Приклад
Якщо за приклад для декомпозиції через множення на несингулярну матрицю {\displaystyle \mathbf {B} ={\begin{bmatrix}a&b\\c&d\\\end{bmatrix}},[a,b,c,d]\in \mathbb {R} } в діагональну матрицю взяти дійсну матрицю {\displaystyle \mathbf {A} ={\begin{bmatrix}1&0\\1&3\\\end{bmatrix}}}.
Тоді
{\displaystyle {\begin{bmatrix}a&b\\c&d\\\end{bmatrix}}^{-1}{\begin{bmatrix}1&0\\1&3\\\end{bmatrix}}{\begin{bmatrix}a&b\\c&d\\\end{bmatrix}}={\begin{bmatrix}x&0\\0&y\\\end{bmatrix}}},  для деякої дійсної діагональної матриці {\displaystyle {\begin{bmatrix}x&0\\0&y\\\end{bmatrix}}}.
Перенесемо {\displaystyle \mathbf {B} } на правий бік:
{\displaystyle {\begin{bmatrix}1&0\\1&3\\\end{bmatrix}}{\begin{bmatrix}a&b\\c&d\\\end{bmatrix}}={\begin{bmatrix}a&b\\c&d\\\end{bmatrix}}{\begin{bmatrix}x&0\\0&y\\\end{bmatrix}}}
Попереднє рівняння можна рознести в систему з двох рівнянь:
{\displaystyle {\begin{cases}{\begin{bmatrix}1&0\\1&3\end{bmatrix}}{\begin{bmatrix}a\\c\end{bmatrix}}={\begin{bmatrix}ax\\cx\end{bmatrix}}\\{\begin{bmatrix}1&0\\1&3\end{bmatrix}}{\begin{bmatrix}b\\d\end{bmatrix}}={\begin{bmatrix}by\\dy\end{bmatrix}}\end{cases}}}
Винесемо власні значення {\displaystyle x} і {\displaystyle y}:
{\displaystyle {\begin{cases}{\begin{bmatrix}1&0\\1&3\end{bmatrix}}{\begin{bmatrix}a\\c\end{bmatrix}}=x{\begin{bmatrix}a\\c\end{bmatrix}}\\{\begin{bmatrix}1&0\\1&3\end{bmatrix}}{\begin{bmatrix}b\\d\end{bmatrix}}=y{\begin{bmatrix}b\\d\end{bmatrix}}\end{cases}}}
Поклавши {\displaystyle {\overrightarrow {a}}={\begin{bmatrix}a\\c\end{bmatrix}},{\overrightarrow {b}}={\begin{bmatrix}b\\d\end{bmatrix}}}, отримаємо два векторних рівняння:
{\displaystyle {\begin{cases}A{\overrightarrow {a}}=x{\overrightarrow {a}}\\A{\overrightarrow {b}}=y{\overrightarrow {b}}\end{cases}}}
І це можна представити як одне векторне рівняння, яке має два розв'язки як власні значення:
{\displaystyle \mathbf {A} \mathbf {u} =\lambda \mathbf {u} }
де {\displaystyle \lambda } представляє два власних значення {\displaystyle x} і {\displaystyle y}, {\displaystyle \mathbf {u} } представляє вектори {\displaystyle {\overrightarrow {a}}} і {\displaystyle {\overrightarrow {b}}}.
Перенесемо {\displaystyle \lambda \mathbf {u} } ліворуч і винесемо за дужки {\displaystyle \mathbf {u} }
{\displaystyle (\mathbf {A} -\lambda \mathbf {I} )\mathbf {u} =0}
Через те, що {\displaystyle \mathbf {B} } несингулярна, тут важливо, що {\displaystyle \mathbf {u} } не нуль,
{\displaystyle (\mathbf {A} -\lambda \mathbf {I} )=\mathbf {0} }
Розглядаючи визначник {\displaystyle (\mathbf {A} -\lambda \mathbf {I} )},
{\displaystyle {\begin{bmatrix}1-\lambda &0\\1&3-\lambda \end{bmatrix}}=0}
Отже
{\displaystyle (1-\lambda )(3-\lambda )=0}
Отримавши {\displaystyle \lambda =1} і {\displaystyle \lambda =3} як розв'язки власних значень для матриці {\displaystyle \mathbf {A} }, маємо в результаті діагональну матрицю {\displaystyle {\begin{bmatrix}1&0\\0&3\end{bmatrix}}} власного розкладу {\displaystyle \mathbf {A} }.
Впишемо розв'язки в систему рівнянь
{\displaystyle {\begin{cases}{\begin{bmatrix}1&0\\1&3\end{bmatrix}}{\begin{bmatrix}a\\c\end{bmatrix}}=1{\begin{bmatrix}a\\c\end{bmatrix}}\\{\begin{bmatrix}1&0\\1&3\end{bmatrix}}{\begin{bmatrix}b\\d\end{bmatrix}}=3{\begin{bmatrix}b\\d\end{bmatrix}}\end{cases}}}
Розв'язавши рівняння ми маємо {\displaystyle a=-2c,a\in \mathbb {R} } and {\displaystyle b=0,b\in \mathbb {R} }
Отже матриця {\displaystyle \mathbf {B} } потрібна для власного розкладу матриці {\displaystyle \mathbf {A} } є {\displaystyle {\begin{bmatrix}-2c&0\\c&d\end{bmatrix}},[c,d]\in \mathbb {R} }. тобто :
{\displaystyle {\begin{bmatrix}-2c&0\\c&d\\\end{bmatrix}}^{-1}{\begin{bmatrix}1&0\\1&3\\\end{bmatrix}}{\begin{bmatrix}-2c&0\\c&d\\\end{bmatrix}}={\begin{bmatrix}1&0\\0&3\\\end{bmatrix}},[c,d]\in \mathbb {R} }

### Обернена матриця через власний розклад
Якщо матриця A має власний розклад і якщо жодне з її власних значень не дорівнює нулю, тоді A — несингулярна, тобто моє обернену і обернена задається так
{\displaystyle \mathbf {A} ^{-1}=\mathbf {Q} \mathbf {\Lambda } ^{-1}\mathbf {Q} ^{-1}}
Далі більше, через те, що Λ діагональна, її обернену дуже легко обчислити:
{\displaystyle \left[\Lambda ^{-1}\right]_{ii}={\frac {1}{\lambda _{i}}}}